# Boeing Orbital Flight Test
Boeing Orbital Flight Test, também conhecido como Boe-OFT, é a primeira missão orbital do Starliner, conduzida pelo Boeing Defense, Space & Security como parte do Commercial Crew Program. A missão deveria ser um voo de oito dias, envolvendo uma manobra e acoplagem com a Estação Espacial Internacional e um pouso no Oeste dos EUA. A missão foi lançada de forma bem sucedida dia 20 de dezembro de 2019, entretanto, um problema com o relógio mission elapsed time da nave fez com que a nave entrasse numa órbita incorreta, impedindo uma manobra com a ISS. Essa anomalia fez com que a missão fosse reduzida para dois dias e ela terminou dia 22 de dezembro de 2019, as 12:58:02 UTC.
Em, 6 de abril de 2020, a Boeing anunciou que eles vão refazer o voo para provar e atingir todos os objetivos. A NASA aceitou a proposta de outro voo e este esteve marcado para outubro de 2020.

## Missão
O primeiro voo do Atlas V N22, com a designação AV-080, lançou o CST-100 Starliner num voo não tripulado para a Estação Espacial Internacional. A cápsula deveria acoplar com a estação para então retornar para pousar no Oeste dos Estados Unidos depois se um teste orbital antes do BOE-CFT.[carece de fontes?]
OFT é o primeiro voo de um Atlas V sem uma coifa e seu primeiro voo com um estágio superior Centauro de dois motores. O Centauro de dois motores é preciso para os voos da Starliner terem uma trajetória que permita um aborto bem sucedido em qualquer ponto da missão.
A missão foi lançada de forma bem sucedida dia 20 de dezembro de 2019 as 11:36:43 UTC, mas trinta e um minutos após o lançamento, o relógio MET cometeu um erro e forçou um aborto da missão para a ISS. Quando se tornou claro que a missão não ocorreria como o esperado, NASA e Boeing enviaram comandos para colocar a Starliner de volta no caminho, mas a posição da nave, que estava mudando entre os satélites TDRS, fez com que o erro fosse inevitável.[carece de fontes?] Isso resultou num aborto da manobra com a ISS. A decisão foi feita pela NASA e Boeing, já que a nave havia gastado muito combustível para alcançar a ISS mesmo depois do Controle de Missão ter arrumado o timer. Oficiais da NASA e Boeing colocaram a nave numa órbita diferente e todo o plano de voo foi refeito, fazendo com que a missão durasse dois dias.[carece de fontes?]

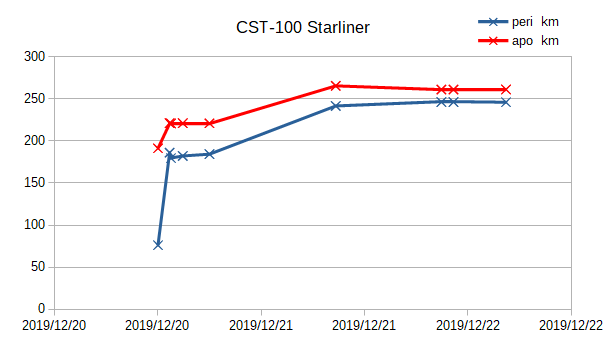
Apogeu e Perigeu da Starliner, fonte space-track.com

As 12:30 UTC, a Starliner estava numa "órbita estável", entretanto, havia uma "inserção orbital incomum". Depois foi confirmado que a Starliner estava numa órbita de 187 x 222 km.  Por isso, a transmissão oficial terminou de forma prematura.
As 13:55 UTC, o controle da missão percebeu que a acoplagem com a ISS estava fora de cogitação.
Uma coletiva de imprensa ocorreu as 14:30 UTC Durante a coletiva de imprensa, foi declarado que o erro não foi causado pelo foguete, mas pela nave, em específico, o timer, e que o erro poderia ser evitado por uma tripulação. De acordo com Jim Bridenstein, Administrador da NASA, no momento, não é claro se seria preciso um segundo voo não tripulado para a ISS. A nave "parece saudável" e retornou para White Sands as 12:58:02 UTC.
Apesar da manobra com a ISS não ter acontecido, a Starliner foi capaz de completar os testes principais no decorrer de seus dois dias no espaço.[carece de fontes?]
Dia 22 de dezembro de 2019 as 11:55 UTC, a Starliner recebeu autorização para reentrar.[carece de fontes?] Uma queima de de-órbita de 55 segundos foi iniciada as 12:23 UTC. A separação do módulo de serviço ocorreu as 12:26 UTC e entrou na atmosfera da Terra as 12:41 UTC.[carece de fontes?] O escudo térmico foi ejetado e os paraquedas de controle foram liberados as 12:53 UTC.[carece de fontes?] Os paraquedas principais foram liberados as 12:54 UTC. A Starliner pousou de forma bem sucedida em White Sands as 12:58:02 UTC.[carece de fontes?]

## Carga
Em vez de levar astronautas, esse voo tinha um Anthropomorphic Test Device (ATD) usando um traje espacial customizado. O ATD é chamado de Rosie (ou "Rosie the Rocketeer"), como uma homenagem para todas as mulheres que contribuiram no Programa Starliner. A cápsula tinha um peso parecido de quando houver astronautas abordo e carregava aproximadamente 270 kg de suprimentos e equipamentos, incluíndo um boneco do Snoopy e presentes de Natal para a Expedição 61. Devido a anomalia, esse cargo jamais foi entregue.

## Ligação externa
- Página oficial